# 山盆镇
山盆镇，是中华人民共和国贵州省遵义市汇川区下辖的一个乡镇级行政单位。
2016年3月20日，国务院批复同意贵州省调整遵义市部分行政区划，将原遵义县的山盆镇划归汇川区管辖。

## 行政区划
山盆镇下辖以下地区：
九龙社区、高雄村、石盆景村、茶厂村、丁村、山盆村、太平村、李梓村、剑坝村、打鼓村、落炉村、新华村、丛坝村和雨台村。